# Den danske guldalder
Den danske guldalder er betegnelsen på en periode i dansk kunst- og kulturliv fra ca. 1800 til ca. 1855. I begyndelsen af 1820’erne kan man tale om en egentlig københavnsk kunstskole, der gjorde København til et kunstcentrum på lige fod med München, Dresden, Berlin og andre storbyer i Europa. Det var C.W. Eckersberg og J.L. Lund, der lagde fundamentet til Københavnerskolen, og senere fik navnet Den danske guldalder gennem deres undervisning af kunstnere som Christen Købke, J.Th. Lundbye, Wilhelm Bendz og Constantin Hansen.
To begivenheder nævnes som begyndelsen på guldalderen: Heinrich Steffens' hjemkomst efter sin dannelsesrejse med efterfølgende foredrag om turen, og Guldhornstyveriet.
Guldalderen sluttede omkring 1850, da flere af kunstnerne døde eller holdt op med at udøve deres kunst. Man betragter dog nu nederlaget til Østrig/Preussen i 1864, med den efterfølgende depression, som den endegyldige afslutning af guldalderen. Andre vigtige begivenheder var Treårskrigen, enevældens ophør, vedtagelsen af Grundloven i 1849, koleraudbruddet i København i 1853 og voldenes fald i perioden 1855-75, hvilket betød at København nu kunne udvide sig uden for den indre by.
Den danske kultur blomstrede inden for forskning, litteratur, billedkunst og musik i perioden med personer som fysikeren H.C. Ørsted, digterne Adam Oehlenschläger, N.F.S. Grundtvig, B.S. Ingemann, forfatterne H.C. Andersen og Søren Kierkegaard, maleren C.W. Eckersberg, billedhuggeren Bertel Thorvaldsen og komponisterne C.E.F. Weyse og J.P.E. Hartmann.
I 1890 brugte Valdemar Vedel første gang begrebet guldalder i sin doktorafhandling Studier over Guldalderen i dansk Digtning. Vilhelm Andersen nævner i 1896 Henrich Steffens som årsagen til Guldalderens begyndelse i sin disputats Guldhornene. Det var nu indlysende, at der her var tale om et af de rigeste afsnit i dansk kulturhistorie., I europæisk sammenhæng kalder man perioden for romantikken, og i tysk og østrigsk sammenhæng bruger man begrebet biedermeier især om billedkunst og kunsthåndværk.

## Periodiseringen
Den danske guldalder er tidsfæstet forskelligt, alt efter hvilke kilder for kunstarter og videnskaber der er udgangspunktet.

### Malerkunst
Knud Voss sætter guldalderen til 1810-1850 i Guldaldermalerne,1976. Inden for malerkunst taler Hans Edvard Nørregård-Nielsen om 1815-50 i Dansk guldaldermaleri,1995. Kasper Monrad siger: "Den danske guldalder indenfor billedkunsten dateres gerne ca. 1815-50" i Om guldalderen – en introduktion. Denne datering henviser til henholdsvis Eckersbergs hjemkomst fra sin studierejse 1813-16 og Købke og Lundbyes død i 1848.

## Det nye København og den kulturelle rigdom i en kaotisk tid
Guldalderen i København er på overfladen harmonisk og idyllisk, men Danmark rammes af forfærdelige ulykker: Slaget på Reden 1801, Københavns bombardement 1807, pengeombytningen i 1813 og tabet af Norge til Sverige 1814. Trods disse udfordringer blomstrer kulturen i København: Bertel Thorvaldsen skabte sine skulpturer, August Bournonville sine balletter, Grundtvig og B.S. Ingemann digtede salmer, Kierkegaard filosoferede og H.C. Andersen digtede sine eventyr. Arkitekten C.F. Hansen prægede hovedstaden, og Købke, Eckersberg og J.Th. Lundbye malede by, vand og land.
Ved Københavns brand 1795 brændte omtrent 950 huse ned til grunden. Byggeriet kom hurtigt i gang, for økonomien var god på grund af Danmarks neutralitets- og handelspolitik i begyndelsen af Napoleonskrigene. Det var arkitekten C.F. Harsdorff og hans elever, der formede byen. Harsdorff havde rejst i Frankrig og Italien og var præget af deres fornemme huse og palæer.
Harsdorff kom ikke til at udforme nogen af byens store offentlige bygninger, men det var ham, der tegnede størstedelen af den rige borgerklasses boliger. Langs Københavns elegante gader og pladser skød Harsdorffs palæer op, ofte med fornemme pilastre på de klassiske facader. Kongens Nytorv 3-5 opførte Harsdorff til sig selv. Langs Holmens Kanal ligger gode eksempler på Harsdorffs borgerpalæer.
Stadskonduktør og stadsbygmester, Jørgen Henrik Rawert og Peter Meyn, lavede efter branden en plan for det nye københavnske gadenet. For at lette brandslukninger skulle vejene gøres bredere og rettes ud, og nye hjørneejendomme skulle opføres med afskårne hjørner, så hvert gadekryds næsten var en lille plads. København kom efterhånden til at fremstå som en lysere og luftigere stad.
De mest markante offentlige bygninger blev tegnet af Harsdorffs ven og elev, C.F. Hansen.
Kvarteret omkring Vor Frue Kirke og Nytorv/Gammeltorv var hårdt ramt af det engelske bombardement i 1807. C.F. Hansen, som kunsthistorikeren Hans Edvard Nørregård-Nielsen karakteriserer som "magtmenneske indtil det brutale", var den rette person til at konkretisere Frederik 6.s bestemte enevoldsregering i form af autoritetens institutioner, kirke, domstol og skoler. Særligt er Domhuset på Nytorv (opført som råd- og arresthus i 1815) og Vor Frue Kirke markante med deres bastante søjlerækker ud mod gaden. De viser, hvor magten i samfundet ligger. C.F. Hansen tegnede også Slotskirken fra 1826, Christiansborg fra 1828 (nedbrændt igen 1884) og Metropolitanskolen fra 1816.
København så nu lysere og lettere ud, men virkeligheden for den gennemsnitlige borger var en anden. København havde ved folketællingen i 1801 100.000 indbyggere, der boede inden for voldene. Og befolkningstætheden blev større, fordi vejene blev bredere og det bebyggede areal mindre. De fattige familier i København blev henvist til kvartererne op ad voldene. Den gennemsnitlige befolkningstæthed i byen var 26 pr. 100 kvadratmeter. I nogle ejendomme i Sølvgade og Rosengade var den over 10 personer pr. 26 kvadratmeter. Her lå fx en boligblok på ca. 2450 kvadratmeter (1860 kvadratmeter bebyggelse, resten gårdsplads), der var bolig for omtrent 1000 mennesker, foruden 30 køer og en del heste.
Manglende sanitære foranstaltninger og befolkningstætheden forhøjede dødeligheden. Det gik helt galt i 1853, da over 5000 mennesker døde af kolera. Først efter at voldene var blevet fjernet (ca. 1855-1875), blev der plads til at bygge boliger og mindske befolkningstætheden i den indre by.
Der var stor forskel på de fattige københavnere og de fine borgere. Det blev sjældent afspejlet i Guldalderens kunst, som først og fremmest afspejler den veluddannede borgerklasse. Det var ikke en gylden tid for alle i Danmark, og ytringsfriheden var relativt begrænset.

## Den romantiske tanke
Den romantiske tanke lå bag den kunstneriske udfoldelse i den danske guldalder. Den var i Danmark inspireret af de tyske idealistiske tænkere Johann Gottlieb Fichte, Friedrich Wilhelm Joseph von Schelling og Georg Wilhelm Friedrich Hegel. De hævdede, at materien ikke er opbygget af små enheder, men af energier hvis spændinger skaber den materielle verden. Energierne modsvarede ånden, og teorien muliggjorde en religiøs forestilling om verden og et øget fokus på bevidstheden. Mange romantikere havde et panteistisk verdensbillede: i naturlyrikken kunne Gud anes, og kunstneren skulle afbilde det anede i naturen. Naturen og sjælelivet skabte kontakt med Gud; naturen og ånden. Den filosofiske erkendelsesteori var hverken ledet af sanserne eller fornuften.
Geniet var den digter, tænker og kunstner, der beskuer naturen og kommer i kontakt med Gud gennem anelsen. Han gennemskuer monismen i naturen, dvs. at der råder en ligevægt i universet mellem hadet og kærligheden, frastødningen og tiltrækningen. Længslen var den kraft, der drev geniet frem. Geniets møde med Gud i naturen gennem anelsen kunne ofte antage karakter af transcendens, som var et vigtigt element i den romantiske digtning. Disse tanker, som samtidig lagde grobund for den gryende nationalisme, blev først og fremmest indført i Danmark af Heinrich Steffens, der i de sidste måneder af 1802 holdt sine Philosophiske Forelæsninger på Elers' Kollegium. Han var 1798-1802 på studierejse i Tyskland, hvor han på første hånd oplevede de tyske romantikere. Steffens' forelæsninger blev et tilløbsstykke og spredte de romantiske tanker til danske lærde og kunstnere.

### Billedkunst
Billedkunstnerne stræbte efter virkelighed, uden at kærligheden til detaljen blev til realisme. De første skridt blev taget af C. W. Eckersberg, der af sin svigerfar, Jens Juel, fik lært at male efter naturen. Motiverne var de nære, velkendte og beskedne: Dagligdagen, familielivet, veje og gader, landskabet. C. A. Jensen malede portrætter af sin hustru og tidens kendte, Wilhelm Bendz malede studentersold og hofvinhandlerens hjem. Rørbye malede på Skagen, og Sonne malede folkelivsskildringer i Nordsjælland, mens Christen Købke, Constantin Hansen, Wilhelm Marstrand og J.Th. Lundbye rejste til Italien og længtes hjem. Andre slog sig ned i Rom for resten af livet. J. L. Lund forenede ude og hjemme med sit Akropolis-fortæppe på Det Kongelige Teater. N. Abildgaard tegnede i det første årti en række scenerier fra antikken, og hans store malerier og dekorationsudkast til Frederik VIII's Palæ er inspireret af den græske guldalder.
Malerkunsten blomstrede fra 1825 til 1850. Den spirede med stiftelsen af Kunstforeningen i 1825. Den stiftedes på initiativ af overkrigskommissær Fick, J.L. Lund, C.W. Eckersberg, Gustav Friederich Hetsch, landskabsmaler Jens Peter Møller, kunsthistorikeren Høyen og Just Mathias Thiele. De formulerede opgaver til konkurrencer, der skabte et omfangsrigt arkitekturmaleri.
To sene værker afspejler tidsånden. Det ene er Jørgen Sonnes murfrise på Thorvaldsens Museum. Den blev til i årene 1846-50, og viser på ydervæggen af Thorvaldsens Museum billedhuggerens heltemodtagelse i 1838, da han vendte hjem fra Rom med en betydelig del af sine værker. Det andet er Constantin Hansens kolossale billede af Den Grundlovgivende Rigsforsamling. De er begge konstruerede, og begge rummer en levende skildring af guldalderen.
Fritz Jürgensens tegninger afspejler hele guldalderen fra den humoristiske side: hjemmeliv, ægteskab, gadeliv og hele Gysses liv. Alt er beskrevet med en venlig synsvinkel på stort og småt i København. "Far, er det verdenshavet? Nej, lille Gysse, det er Frederiksholms Kanal".

### Arkitektur
Nicolas-Henri Jardin havde introduceret louis seize og klassicismen i Danmark. Det blev hans elev C.F. Harsdorff, der gav den til nye generationer. Arkitekterne og bygmestrene Jørgen Henrik Rawert, Peter Meyn og Andreas Hallander og Johan Martin Quist formede klassicismens København efter Harsdoffs forbillede. Harsdorffs Hus på Kongens Nytorv blev et mønsterhus for yngre arkitekter og blev model for mange borgerhuse, der de fleste steder blev tilpasset de skæve middelalderlige gadeforløb. I Kronprinsessegade blev den nye tids byplan- og arkitekturidealer til virkelighed: Stadsbygmester Peter Meyns små butikspavilloner langs Kongens Have lå på den ene side af Kronprinsessegade og den lange stilfulde husrække på den anden. Her mødte H.C. Andersen Weyse i hans hjem.
Harsdorff døde i 1799, og hans elev, kongelig landbygmester C.F. Hansen, havde i mellemtiden skabt sig et ry med sine byggerier i Holsten, især landstederne i Altona. Disse huse blev endda en inspirationskilde for den tyske arkitekt Karl Friedrich Schinkel, som skrev til Hansen:
| Citat | Jeg kan ikke nok skildre, hvor velgørende de smukt beliggende bygningsværker [...] har virket på mig. Denne rene, rolige arkitektur i forbindelse med smukke omgivelser og udsigter besidder noget aldeles tilfredsstillende, ikke mindst, når man som tilfældet er der, klart er i stand til at bemærke, at disse værker var de første, der pegede mod en ny og fortræffelig retning i kunsten [...] | Citat |
|       | |       |

Han blev kaldt hjem fra hertugdømmerne til store opgaver i København: Genopbygningen af Christiansborg Slot, Domhuset, Metropolitanskolen, Vor Frue Kirke etc.
Vor Frue Kirke lignede et græsk tempel, og guldalderens huse i København var direkte inspireret af templer i det antikke Grækenlands guldalder. Senere i århundredet kom arkitektbrødrene Christian og Theophilus Hansen endda til at tegne bygninger i Athen i græsk stil. Axel Bundsen og den eksilerede Joseph Christian Lillie, der blev stadsarkitekt i Lübeck, fik store opgaver i Holsten, Mecklenburg og Lauenburg. Franskmanden Joseph-Jacques Ramée arbejdede i Hamborg og København. Han tegnede landstederne Sophienholm, Hellerupgaard og Øregaard og haveanlæg i den romantiske stil.
M.G. Bindesbølls bygninger var mere romantiske end C.F. Hansens, og Hetsch, dennes svigersøn, bevægede sig i 1840'erne bort fra klassikken i retning af historicismen. Hetsch havde selv indledt historicismen med herregården Steensgård (1836-37) på Langeland, hvor engelsk nygotik er aflæselig. I hovedstaden markerede Københavns Universitets bygning på Frue Plads (1831-36 af Peder Malling) en begyndende nygotisk afvigelse fra den strenge klassicisme.
Bindesbølls Thorvaldsens Museum (1839-48) markerede både klassicismens kulmination og dens endeligt. Bygningens polykromi og egyptiske detaljer brød med klassicismens kanon, men dannede den monumentale ramme om værker af klassicismens store danske billedhugger, Bertel Thorvaldsen.
Bedømmelsen af klassicismen, og særligt af C.F. Hansens arkitektur, var negativ i den efterfølgende historicistiske periode. Mange foragtede Hansens spartanske formsprog, der står i kontrast til eksempelvis Vilhelm Dahlerups detaljerige og fantasifulde arkitekturværker. Arkitekten Erik Schiødtes beskrivelse af Hansen i Dansk biografisk Lexikon er da også overvejende negativ. Siden ændrede synet på perioden sig.
Medvirkende til dette skift var en udstilling af Hansens tegninger, som Hans Koch og Carl Petersen arrangerede i 1910. Begivenheden var en protest mod brygger Carl Jacobsens planer om at sætte spir på Vor Frue Kirke. Udstillingen og andre strømninger i tiden inspirerede til nyklassicismen, der dominerede nordisk arkitektur i 1920'erne
I dag regnes især Bindesbøll og C.F. Hansen for betydelige arkitekter, og guldalderens København præges af deres imposante bygninger, fx de to naboer Thorvaldsens Museum og Slotskirken. C.F. Hansens Vor Frue Kirke er optaget i Kulturkanonen, og der er udgivet flere bøger om Hansen på tysk og engelsk. Statens Museum for Kunst karakteriserer Arrestbygningen ved råd- og domhuset med: "C.F. Hansens fængselsbygning er et hovedværk i guldalderbyggeriet: Et stykke 'talende' arkitektur, som med sit strenge udseende skulle indgyde borgeren frygt for enhver forbrydelses konsekvenser."

### Haveanlæg
Ideerne fra 1700-tallets engelske landskabelige have blev i perioden omsat i romantiske haveanlæg. Omlægningen var allerede begyndt i slutningen af 1700-tallet i kongelige parker og herregårdshaver. Omlægningerne var en reaktion på den strenge franske barokhave, som let lod sig associere med absolutisme og centralstyre. I England havde man parlamentarisme og en landadel der blandt andet lod sig inspirere af det heroiske landskabsmaleri til at forsøge med en anden friere − og billigere − type haveanlæg, af landskabsarkitekten C.Th. Sørensen betegnet som et stiliseret bakkelandskab.
- Haveplaner for 'fransk' og 'engelsk' (romantisk) havestil
- J.C. Kriegers haveplan for
 Frederiksborg Slotshave o. 1720
- Plan for privat romantisk anlæg.
 Sanderumgaard ved Odense, 1808
- Fælledparken 1908 af J.J. Voigt.

Den nye havestil var ganske vist også tilrettelagt, iscenesat, men den skulle opleves som natur. Det skulle være en stemningshave hvor man kunne gå på opdagelse og overraskes af de forskellige scenerier og 'haveelementer' der var anbragt rundt om – et lysthus, et vandfald, et tempel. Kanalsystemer og små skrøbeligt udseende broer blev anlagt.
Man havde lært af malerne at betragte naturen som en serie af udsigter, vuer, komponerede scenerier der skulle nydes fra forskellige synspunkter, "perspektiver".
Slutningen af 1700-tallet var også tiden hvor blandt andet Rousseaus tanker om naturen havde banet vejen for et ændret natursyn.
Om forholdene i Danmark taler Christian Elling om en overgangsfase i 1760'erne hvor barokhaven blev blødt op, "... at en ny Opfattelse af Havens Væsen saa smaat begynder at faa Udtryk". I 1780'erne begyndte omlægningerne for alvor, støttet af udgivelsen af Hirschfelds Theorie der Gardenkunst – der blev "en Bibelbog for alle Dyrkere af den frie Havekunst" – med Dronninggaard 1781-86, Søndermarken 1785-88, fra 1790'erne Liselund og Marienborg på Møn og fra omkring 1794 Bülows Sanderumgaard ved Odense.
- Partier fra romantiske haveanlæg
- C.C.L. Hirschfelds 
Theorie der Gardenkunst var inspiration ved omlægningerne. -
Af Johann Heinrich Brandt o. 1779
- Parti fra parken ved Liselund Slot
- Hytten Marieshvile i Sanderumgaard.
Maleri af Eckersberg, 1806

De store haveanlæg vandt af økonomiske grunde især indpas i slots- og herregårdshaver. Senere i århundredet fik mindre haveanlæg en gardenesque, 'haveagtig', udformning. Rudolph Rothe (1802-77) udviklede i periodens slutning de såkaldte landskabsgartneriske principper, som han havde studeret på sin udlandsrejse 1824-27. Han fik i 1845 til opgave at "forbedre og kultivere" fladehaven på Marienlyst Slot og omlagde den til et gardenesque anlæg: "... i en tidstypisk kombination af formaliserede og landskabelige anlægsprincipper".

### Skuespil og ballet
I guldalderen herskede Adam Oehlenschläger, Johan Ludvig Heiberg og August Bournonville på Det Kongelige Teater. De prægede den ny nationalromantiske dramatik. I romantikken var fortiden og folkekulturen vigtige: Oehlenschlägers nordiske tragedier og Heibergs nationale syngespil som Elverhøj prægede scenen.
C. Hostrups sangspil Genboerne (1844) viste på teatret et "kig ind ad egne vindever": Kobbersmedefamilien kom på besøg hos genboerne på Regensen og kunne kigge ind ad vinduerne hos sig selv overfor. Stykket viser tidens kendte forfattere som H.C. Andersen, Søren Kierkegaard og B.S. Ingemann på scenen sammen med den upålidelige løjtnant von Buddinge. Og kobbersmedesvendens mesterstykke med løvefødder og gesvejsning. De unge elskende får hinanden.
Balletmester Bournonvilles Et Folkesagn viste vejen tilbage i tiden. Musikken skrev C.E.F. Weyse, Kuhlau, Niels W. Gade og H.C. Lumbye, gerne inspireret af tonen fra folkeviserne. H.C. Andersen lod sig også inspirere af folkeviserne. Blandt andet operaen Liden Kirsten med musik af J.P.E. Hartmann. Johanne Luise Heiberg nåede i guldalderen at blive Danmarks mest kendte skuespillerinde. Danserinder fra balletten blev uvenner med Bournonville og gjorde karriere i udlandet.

### Musik
Dansk musik fik først selvstændigt nationalt præg efter 1800. Nu virkede bestræbelserne på at dæmme op for den ensidige fremmede indflydelse ved skabelsen af et dansk syngespil, der var begyndt af nordmanden Niels Krog Bredal med Gram og Signe (1756) og Tronfølgen i Sidon (1771).
Musikken og det nationale
I forbindelse med Baggesen og Kunzens opera Holger Danske 1789 udspillede der sig den såkaldte Holgerfejde – som fik Kunzen til fortrække fra København efter råd fra Schulz, der også var tysk. Han vendte først tilbage som Schulz' afløser for Det Kongelige Kapel i 1795. Striden gjaldt Baggesens tekst, der blev beskyldt for at være for udansk. I 1776 kom indfødsretten, som fastslog at kongelige embeder i den danske stat var forbeholdt dem, der var født i kongens rige, "Landets børn". Det blev i situationen udnyttet mod Kunzen. Det skulle blive et kunstpolitisk program at "komponere nationalt": Omkring fyrre år senere, i 1846, kunne Ingemann skrive til Gade, der virkede i Leipzig hos Mendelssohn og Gewandhaus-orkestret: "... At De kommer tilbage og vier Deres Liv og Virksomhed til Oplivelsen af den fædrelandske Aand ...", og som en understregning af det nationale: "...Næsten alle vore Componister, selv de sidst bortgangne store, vare af fremmed Herkomst: ved Dem og Hartmann haaber jeg nu Kuhlau og Weyse skulle blive erstattede af virkelig danske Tonekunstnere. ..." En ganske urimelig kritik, da Weyse var dansk, født i Altona. Hans talrige vittige breve på dansk giver et dybdegående og morsomt indtryk af dansk guldalder, i kunst og hverdag.
Klubkoncerter, klubviser, fælles- og menighedssang
En lang række klubber efter engelsk forbillede udviklede sig efter 1800 mere i retning af selskabelige foreninger. De mistede deres førende stilling på sangens område; men klubvisen holdt sig dog som levende sang langt ind i århundredet, idet den fik friske impulser fra forskelligt hold, det folkeliget-nationale foreningsliv, håndværkerstanden og studenterne. Studenterforeningen fik en visebog 1822 og 1839 dannedes Studenter-Sangforeningen. Klubperioden i slutningen af 1700-tallet havde bragt selskabssangen til fuld udfoldelse, hvad der også i høj grad kom til at præge guldalderens familiesammenkomster og andre private selskaber.
Fællessangen ændrede karakter i begyndelsen af 1800-tallet fra de hidtidige klubviser til en fællessang, der blev mere nationalt orienteret; denne sammenkobling mellem fællessang og nationalisme skulle tage sin begyndelse med de krigssange, der opstod med Englandskrigene fra 1801; de blev blandt andet spredt til provinsen ved at skuespiller H.C. Knudsen, der fik tilnavnet "fædrelandets frivillige sanger", rejste rundt og foredrog dem.
"Den stive koral" i menighedssangen erstattedes med melodier, der var inspireret af Weyses romancer. Af koralbøger kan nævnes H.O.C. Zinck 1801; Weyse 1839, Berggreen 1853. (Det egentlige gennembrud for en ny retning bort fra både den stive koral og fra det romanceprægede kom imidlertid først med Laub ved århundredets slutning med hvad der er kaldt "kirkesangsreformen".)
En kongelig dansk syngeskole fra 1773 fortsatte under J.W.L. Zinck og italieneren Giuseppe Siboni, der var direktør for det første musikkonservatorium, som bestod 1827-41. (Først i 1867 fulgte det nuværende Det Kongelige Danske Musikkonservatorium, der begyndte sin virksomhed med Gade, Hartmann og Paulli som direktører.)
Dårlige tider, klubkoncerternes afslutning, vending i 1830'erne

De første årtier af 1800-tallet bød på svære tider: Englandskrigene, statsbankerot og tabet af Norge. Foreningskoncerterne døde ud mellem 1815 og 1830; til gengæld blomstrede enkeltvis arrangerede offentlige koncerter. Betydelige udenlandske solister kom til landet, og flere og flere koncerter foregik på Det Kongelige Teater. Det harmoniske Selskab overlevede akkurat 50-års-dagen i 1828. En koncertanmelder skildrer 1829 sin samtid som en periode, hvori der 
| Citat                                   | "... hersker saa saare liden Interesse for offentlige Koncerter, at selv de mest udmærkede af vore indenlandske Kunstnere og mangen hæderlig kjendt Fremmed trods al publik og privat Anbefaling ved Opførselsen af en Koncert kun se det visse pekuniære Tab i Møde, og ene en Catalanis eller Paganinis verdensberømte og udbasunerede Navne turde være i Stand til at vække den lethargisk slumrende Sans". | Citat |
| Citeret fra Ravn, s 214 ("Tilbageblik") | |       |

Tiderne bedrede sig, og i 1836 fik det københavnske borgerskab til musiknydelsen ud over Det Kongelige Teater tillige Musikforeningen, der i mange årtier frem spillede en central rolle i musiklivet med Gade og Hartmann som de ledende. Den stiftedes ganske vist med det særlige formål at udgive dansk musiklitteratur. Den ledende tanke blev hurtigt det almindelige formål at "udvikle Sansen for Musik" ved fx at fremføre prøver på hovedværker af fremragende komponister. Det moderne tog andre sig af. På det vokale område kom 1851 Rungs Cæciliaforeningen, i 1864 foreningen Euterpe og 1874 Koncertforeningen, hvor man kunne opføre nyere kor- og orkesterværker.
Musikalske arbejder fra perioden
I 1806 havde É. du Puy succes med syngespillet Ungdom og Galskab, i 1809 kom et andet syngespil Sovedrikken af Weyse og Oehlenschläger. Du Puy sang Don Juan inden han blev udvist af Danmark. Mellem 1809 og 1821 udkom nyindsamlede folkeviser. I 1814 kom Kuhlaus Røverborgen, og 1818 afløste Schall Kunzen som orkesterleder for kapellet.
I 1820 dannedes Studenterforeningen med mandskor, og i 1822 uropførtes det første ærkeromantiske orkesterværk: ouverturen til Webers Jægerbruden. Kuhlau havde succes med Lulu i 1824 og 1828 med Elverhøi, "en Vaudeville i stor Stil". Af sange fra denne tid kan nævnes Der er et yndigt land (1823) og Den signede Dag (1826) af Weyse og Grundtvig. Endvidere er der en begyndende Palestrina- og Bach-renæssance.
Fra 1830'erne kan nævnes musikken til Guldhornene 1832 af Hartmann, og Weyses Morgen- og Aftensange fra 1837/38. Bournonvilles ballet Sylfiden med musik af Løvenskjold blev første gang opført i København i 1836 og har siden holdt sig på Det kongelige Teaters repertoire. Studenter-Sangforeningen dannedes 1839/40 og højnede kvaliteten for mandskor. I 1830'erne udformede Berggreen et program for en national kunstmusik på grundlag af folkeviserne.
I 1840 vandt Gade Musikforeningens ouverturekonkurrence med Efterklange af Ossian. Hans Symfoni nr. 1 blev uropført 1843 af Mendelssohn i Leipzig med Gewandhausorkester. Det gjorde Gade berømt. Først nu begyndte romantikkens musik og romancen at slå igennem. På salmesangens område var der opstået et behov for nye salmemelodier i Vartov-menigheden til Grundtvigs mange salmer med friere melodier. Fra 1843 spilledes Lumbyes musik høres i Tivoli, blandt andet Champagnegaloppen. 1846 kom Hartmanns opera Liden Kirsten.